# Georg Huscher
Georg Huscher, celým jménem Johann Georg Huscher (20. září 1811 – 20. srpna 1880 Aš), byl český podnikatel a politik německé národnosti, majitel textilních továren na Chebsku, v 2. polovině 19. století poslanec Českého zemského sněmu a Říšské rady.

## Biografie
Profesí byl podnikatelem v textilním průmyslu. Roku 1841 koupil od Andrease Kirchhoffa přádelnu v Aši, která již tehdy disponovala parním pohonem. Později přikoupil i přádelnu ve vsi Výhledy, která ale ještě před rokem 1850 byla uzavřena (nebyla schopna modernizace pro slabý zdroj vody). Byl evangelického vyznání. Výrazně se zasloužil o rozvoj průmyslu v domovské Aši. V letech 1861–1864 zastával funkci prezidenta obchodní a živnostenské komory v Chebu.
Do politiky se zapojil již během revolučního roku 1848, kdy byl ve volbách roku 1848 zvolen na rakouský ústavodárný Říšský sněm. Zastupoval volební obvod Cheb-venkov v Čechách. Uvádí se jako majitel přádelny bavlny. Patřil ke sněmovní levici.
Po obnovení ústavního života počátkem 60. let 19. století se opětovně zapojil do zemské i celostátní politiky. V zemských volbách v Čechách v roce 1861 byl zvolen v kurii obchodních a živnostenských komor (obvod Cheb) do Českého zemského sněmu. Do sněmu se vrátil znovu až ve volbách do Českého zemského sněmu roku 1870, nyní za městskou kurii, obvod Aš – Rossbach a mandát v tomto obvodu obhájil i ve volbách roku 1872. V této době byl rovněž poslancem Říšské rady (celostátní zákonodárný sbor), kam ho vyslal zemský sněm poprvé roku 1870 (tehdy ještě Říšská rada nevolena přímo, ale tvořena delegáty jednotlivých zemských sněmů). 8. listopadu 1870 složil slib. Znovu ho zemský sněm do Říšské rady zvolil v roce 1871, přičemž 10. května 1872 opětovně složil slib.
Až do doby krátce před smrtí byl také okresním starostou v Aši.